# Foveacheles
Foveacheles är ett släkte av spindeldjur som beskrevs av Zacharda 1980. Foveacheles ingår i familjen Rhagidiidae.
Släktet innehåller bara arten Foveacheles osloensis.